# Australicium singulare
Australicium singulare är en svampart som först beskrevs av Gordon Herriot Cunningham, och fick sitt nu gällande namn av Hjortstam & Ryvarden 2002. Australicium singulare ingår i släktet Australicium och familjen Phanerochaetaceae.   Inga underarter finns listade i Catalogue of Life.